# ベニカザリフウチョウ
ベニカザリフウチョウ （学名：Paradisaea decora）は、スズメ目フウチョウ科の鳥類。

## 分布
パプアニューギニア（固有種）